# سیارک ۶۱۷۲
سیارک ۶۱۷۲ (به انگلیسی: 6172 Prokofeana، نامگذاری:1982TX) شش هزار و صد و هفتاد و دومین سیارک کشف شده‌است که در ۱۴ اکتبر ۱۹۸۲ کشف شد.
قدر مطلق سیارک برابر ۱۵٫۳۰ است.